# Limpopo
 For alternative betydninger, se Limpopo (flertydig). (Se også artikler, som begynder med Limpopo)
Limpopo er en grænseflod mellem Sydafrika og Botswana og derefter mellem Sydafrika og Zimbabwe. Den er mellem 1600 og 1700 km lang, den næstlængste flod som render i østlig retning i Afrika efter Zambezi. Limpopo render ud i havet ved byen Xai-Xai i Mozambique.
- Wikimedia Commons har flere filer relateret til Limpopo

24°11′28″S 26°52′14″Ø / 24.1912°S 26.8706°Ø